# Dubailand

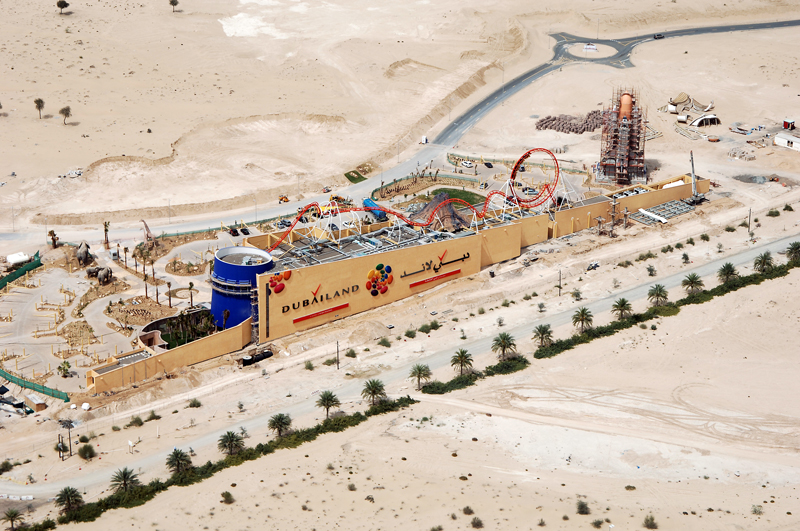
Dubailand w marcu 2006

Dubailand – projekt największego parku rozrywki na świecie, powstający w Dubaju (Zjednoczone Emiraty Arabskie), właścicielem którego jest firma Tatweer a projekt realizowany jest Dubai Governments i Dubai Development Investment Authority (DDIA).
Park ma mieć docelowo powierzchnię 277 km kwadratowych i ma kosztować ok. 70 miliardów dolarów US. Według projektu będzie podzielony na sześć stref – światów, z 45 wielkimi parkami o różnej tematyce i z 200 wewnętrznymi strefami z różnymi motywami przewodnimi. Każda ze stref dotyczyć ma innego zagadnienia i dostarczać różnych atrakcji m.in.: kompleks parków wodnych, osobne kompleksy sportowe (stadiony do krykieta, rugby i pola golfowe), astrolaboratorium, strefa świata lotnictwa, kultury islamskiej i nauki, strefa ekoturystyki, wypoczynku i poznawania świata.
Park ma być budowany w czterech fazach po 5 lat. Pierwsza faza została ukończona i otwarte przez Mahometa Ala Habbai, dyrektora naczelnego Dubailand. Koniec prac przewidywany jest na 2020 rok.